# Rhys Norrington-Davies
Rhys Llewelyn Norrington-Davies (Rijád, 1999. április 22. –) Szaúd-arábiai születésű walesi válogatott labdarúgó, a Sheffield United játékosa.

## Pályafutása

### Klubcsapatokban
Fiatalon megfordult a Bow Street, az Aberystwyth Town és a Merstham korosztályos csapataiban. Ezután a Swansea City akadémiájára került és 2017-ben innen igazolt a Sheffield Unitedhez. 2018 szeptemberében egy hónapra kölcsönbe került a Barrow csapatához, majd meghosszabbították. 2019 júliusában egy bajnoki szezonra került kölcsön a Rochdale csapatához. 2020. szeptember 3-án a Luton Town vette kölcsön. 2021. január 12-én a Sheffield visszahívta és rögtön a Stoke City csapatába került kölcsönbe.

### A válogatottban
Többszörös korosztályos válogatott Wales színeiben. 2020 októberében ülhetett először le a felnőtt válogatott kispadjára. Október 14-én Bulgária elleni Nemzetek Ligája mérkőzésen mutatkozott be 2021 májusában bekerült a 2020-as labdarúgó-Európa-bajnokságon résztvevő keretbe. 2022. június 8-án Hollandia ellen megszerezte első gólját.

## Család
Szaúd-Arábiában született, amikor édesapja a Brit haderővel ott állomásozott. Apja munkája miatt gyakran költöztek és lakot Kenyában, Angliába és Walesben.